# Aethiothemis basilewskyi
Aethiothemis basilewskyi är en trollsländeart som beskrevs av Fraser 1954. Aethiothemis basilewskyi ingår i släktet Aethiothemis och familjen segeltrollsländor. IUCN kategoriserar arten globalt som livskraftig. Inga underarter finns listade i Catalogue of Life.